# Stosunek obwodu talii do obwodu bioder

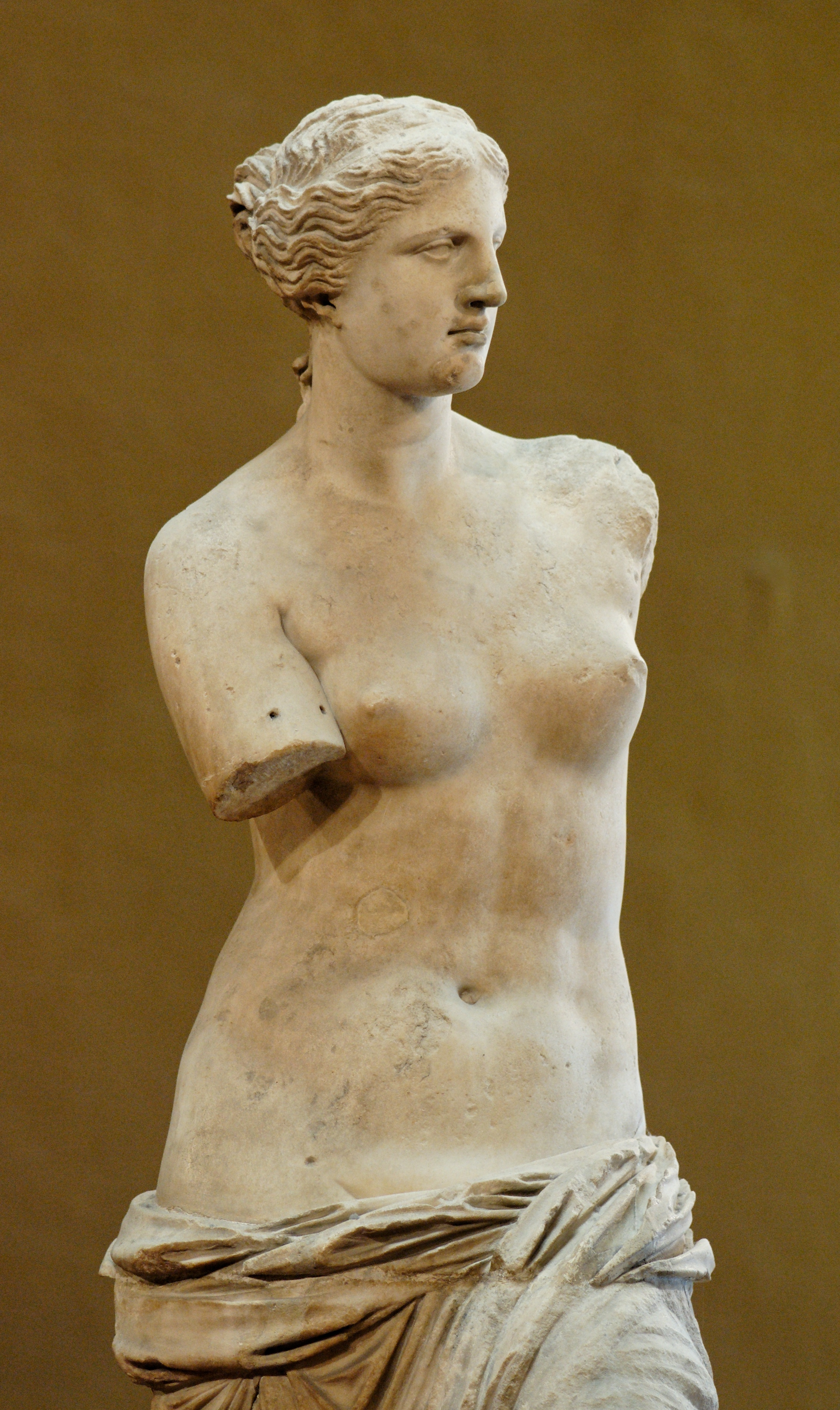
Stosunek można także obliczyć na rzeźbach – na przykład Wenus z Milo ma współczynnik 0,76

Stosunek obwodu talii do obwodu bioder, WHR (od ang. waist-to-hip ratio lub waist–hip ratio) – współczynnik wynikający z podzielenia obwodu talii przez obwód bioder (pomiary dokonywane w dowolnej jednostce miar). Stanowi on wskaźnik dystrybucji tkanki tłuszczowej w ciele człowieka.

## Obliczanie

Pomiar obwodów talii i bioder

W celu obliczenia stosunku obwodu talii do obwodu bioder należy uprzednio dokonać pomiaru obwodu talii i bioder. Pomiarów tych należy dokonać możliwie dokładnie, na przykład za pomocą taśmy do pomiarów antropometrycznych z siłomierzem i w ściśle określonym miejscu ciała. Obliczenia przeprowadza się zgodnie z poniższym wzorem.
{\displaystyle \mathrm {WHR} ={\frac {\mbox{obwód talii}}{\mbox{obwód bioder}}}}
Obwód talii należy zmierzyć w połowie odległości między dolnym brzegiem (łukiem) żeber a górnym brzegiem grzebienia kości biodrowej, natomiast pomiaru obwodu bioder dokonuje się, prowadząc miarkę przez największą wypukłość mięśni pośladkowych, poniżej talerzy biodrowych.

## Konsekwencje
Poprawnie wyznaczone obwody pozwalają na obliczenie wartości WHR. Stosunek obwodu talii do obwodu bioder większy lub równy 0,85 u kobiet lub 1,0 u mężczyzn oznacza otyłość androidalną (brzuszną, typu jabłka). Otyłość ginoidalną (pośladkowo-udową, typu gruszki) określa się innymi metodami.
Według psychologów ewolucyjnych współczynnik ten jest miarodajnym, liczbowym wskaźnikiem atrakcyjności fizycznej kobiet w oczach mężczyzn. W większości kultur za najbardziej atrakcyjny uważany jest kobiecy kształt o WHR = 0,7. Obserwacje te potwierdzają badania, w których wykazano, że na widok nagich kobiet mających WHR około 0,7 dochodzi do aktywacji w mózgu mężczyzn ośrodka przyjemności. Przypuszcza się, że jest to powiązane z nieświadomym ocenianiem potencjału płodności kobiety przez mężczyznę, gdyż kobiety o szerokiej miednicy znacznie łatwiej przechodzą ciążę i poród.